# The Greatest Hits (álbum de Newsboys)
The Greatest Hits é a terceira compilação e o primeiro disco dos melhores êxitos da banda Newsboys, lançado a 20 de Novembro de 2007.
O disco traz todos os grandes temas da banda e ainda duas novas faixas, "I Fought The La..." e "Stay Strong".

## Faixas
1. "I Fought the La..." - 3:06
2. "Breakfast" - 3:37
3. "Million Pieces" - 4:14
4. "Shine" - 3:41
5. "Something Beautiful" - 3:51
6. "In the Belly of the Whale" - 3:05
7. "He Reigns" - 4:55
8. "Wherever We Go" - 3:27
9. "Take Me To Your Leader" - 2:51
10. "Stay Strong" - 4:09
11. "Entertaining Angels" - 4:18
12. "Reality" - 3:28
13. "You Are My King (Amazing Love)" - 4:29
14. "Real Good Thing" - 2:44
15. "Joy" - 3:43
16. "Spirit Thing" - 3:26
17. "It Is You" - 4:21
18. "I'm Not Ashamed" - 4:25

## Tabelas
Álbum
| Tabela (2007)        | Posição |
| -------------------- | ------- |
| Top Christian Albums | 27      |